# Prinsbisdom Bamberg
Het prinsbisdom Bamberg was een tot de Frankische Kreits behorend prinsbisdom binnen het Heilige Roomse Rijk.  Centrum was de stad Bamberg.

## Geschiedenis
In 1007 stichtte koning Hendrik II het bisdom Bamberg. Het bisdom werd onder het verzet van de oude bisdommen Würzburg en Eichstätt gesticht en weldadig van bezittingen voorzien. Zo verwierf het bisdom in Karinthië Villach met Tarvis en Pontafel, Wolfsburg en Bleiburg.
Na 1220 was het bisdom niet meer bij de kerkprovincie Mainz ingedeeld, maar stond het direct onder het gezag van de paus.
Na het uitsterven in 1248 van de graven Andechs-Meranien, die de voogdij over het bisdom uitoefenden, konden de bisschoppen hun wereldlijke macht sterk vergroten. In 1248 werd ook het keizerlijke landgerecht in Bamberg met Lichtenfels verworven.
Tussen 1612 en 1630 was Bamberg het centrum van heksenprocessen. Daarbij speelde wijbisschop Friedrich Förner een grote rol. 35 heksenpreken van bisschop Förner werden verzameld in de bundel  Panoplia armaturae dei.
Tijdens de Dertigjarige Oorlog werd het bisdom in 1631 door Zweedse troepen veroverd en bij een nieuw gevormd hertogdom Franken gevoegd. De Westfaalse Vrede van 1648 herstelde de oude situatie. In 1760 werden de gebieden in Karinthië aan Oostenrijk afgestaan.
Paragraaf 2 van de Reichsdeputationshauptschluss van 25 februari 1803 voegde het bisdom Bamberg bij het keurvorstendom Beieren.
Op 30 juni 1803 sloten Beieren en Pruisen een ruilverdrag om te komen tot betere onderlinge grenzen. Van het prinsbisdom kwamen daardoor de volgende bezittingen aan het Pruissische vorstendom Bayreuth:
- ambt Enchenreuth (uitgezonderd Enchenreuth, Bärnau, Bischofsmühle, Brumberg en Bückenreuth)
- ambt Marktschorgast
- ambt Oberscheinfeld
- hoofdambt Kupferberg
- de districten tussen de rivieren de Regnitz en de Aurach van Bingarten over Neuhaus en Grub, Hemhofen, in de voorste Mark naar Reichenbach en Hausen.
- dorpen Oberhöchstädt en Tragel Höchstädt
- dorpen die gemeenschappelijke waren met het vorstendom Opper-Palts, namelijk Forth, Lindenhof, Lindenmühl, Ingensdorf, Mitteldorf, Kemnaten, Almoos, Benzensteiner, Hüll, Weidensees, Schöferitz, Weinberg en Großenohr.

## Regenten
- 1007-1040: Eberhard I
- 1040-1046: Suidgar van Moorsleben (1047-1047: paus Clemens II)
- 1047-1054: Hartwig (van Bogen?)
- 1054-1057: Adalbert van Karinthië (Eppstein)
- 1057-1065: Günther
- 1066-1075: Herman I (van Formbach?)
- 1076-1102: Rudbrecht
- 1102-1139: Otto I (de heilige) van Mistelbach
- 1139-1146: Egilbert
- 1146-1172: Eberhard II van Reiffenberg
- 1172-1177: Hermann II van Aurach
- 1177-1196: Otto II van Andechs (1165-1170: bisschop van Brixen)
- 1196-1202: Thiemo
- 1202-1203: Koenraad I van Silezië
- 1203-1237: Egbert van Andechs-Meranien
- 1237-1238: Siegfried van Oettingen
- 1238-1242: Poppo van Andechs
- 1242-1258: Hendrik van Schmiedefeld (rijksvorst)
- 1258-1285: Berchtold van Leiningen
- 1285-1285: (Mangold van Neuenburg)
- 1286-1296: Arnold van Solms
- 1296-1303: Leopold I van Grundlach
- 1304-1319: Wulfing van Stubenberg
- 1319-1322: Koenraad II van Giech
- 1319-1322: Ulrich van Schlüsselfeld
- 1322-1324: Johan van Güttingen (1306-1321:bisschop van Brixen; 1323-1324: bisschop van Freising)
- 1324-1328: Hendrik II van Sternberg
- 1328-1335: Werntho, Schenk van Reicheneck
- 1335-1343: Leopold II van Egloffstein
- 1344-1352: Frederik I van Hohenlohe
- 1353-1363: Leopold III van Bebenburg
- 1363-1366: Frederik II van Truhendingen
- 1366-1373: Lodewijk van Meissen
- 1374-1398: Lambert van Brunn (1364-1371: bisschop van Spiers; 1371-1374: bisschop van Straatsburg)
- 1398-1421: Albrecht van Wertheim
- 1421-1431: Frederik III van Aufseß
- 1431-1459: Anton van Rotenhan
- 1459-1475: Georg I van Schaumberg
- 1475-1487: Philips van Henneberg
- 1487-1501: Hendrik III Groß van Trockau
- 1501-1503: Vitus I Truchsess van Pommersfelden
- 1503-1505: Georg II Marschall van Ebnet
- 1505-1522: Georg III Schenk van Limpurg
- 1522-1556: Weingand van Redwitz
- 1556-1561: Georg IV Fuchs van Rügheim
- 1561-1577: Vitus II van Würzburg
- 1577-1580: Johan Georg I Zobel van Giebelstadt
- 1580-1583: Martin I van Eyb
- 1583-1591: Ernst van Mengersdorf
- 1591-1598: Neidhard van Thüngen
- 1599-1609: Johan Philips van Gebsattel
- 1609-1622: Johan Gotfried van Aschhausen (1617: bisschop van Würzburg)
- 1623-1633: Johan Georg II Fuchs van Dornheim
- 1633-1642: Frans van Hatzfeld (1631: bisschop van Würzburg)
- 1642-1653: Melchior Otto Voit van Salzburg
- 1653-1672: Philips Valentijn Voit van Rieneck
- 1672-1683: Peter Philips van Dernbach (1675: bisschop van Würzburg)
- 1683-1693: Markwart Sebastiaan Schenk van Stauffenberg
- 1693-1729: Lotharius Frans van Schönborn
- 1729-1746: Frederik Karel van Schönborn
- 1746-1753: Johan Philips Anton van Frankenstein
- 1753-1757: Frans Koenraad van Stadion
- 1757-1779: Adam Frederik van Seinsheim (1755: bisschop van Würzburg)
- 1779-1795: Frans Lodewijk van Erthal (1779: bisschop van Würzburg)
- 1795-1803: Christof Frans van Buseck

- Gemeinsame Normdatei: 4080249-8
- Library of Congress Control Number: n50027058
- Nationale Bibliotheek van Tsjechië: ge1080097
- Nationale Bibliotheek van Israël: 987007554824405171
- Virtual International Authority File: 138342107
- WorldCat: E39PBJr7QGRMVqbjKtPrKFwBfq